# Prostorska krivulja
Prostórska krivúlja je v matematiki in v drugih vedah krivulja, ki poteka po trorazsežnem prostoru z razliko od ravninske, ki celotna leži v ravnini.

## Kinematična definicija
Parametrična prostorska krivulja je parametrična krivulja, ki zavzema vrednosti v trorazsežnem evklidskem prostoru. Fizikalno si lahko predstavljamo prostorsko krivuljo kot gibanje točkastega telesa ali delca skozi prostor. Analitično gladko prostorsko krivuljo predstavimo s funkcijo {\displaystyle \gamma :I\to \mathbb {R} ^{3}} intervala {\displaystyle I\subset \mathbb {R} } v trorazsežni evklidski prostor {\displaystyle \mathbb {R} ^{3}}. Enakovredno lahko prarametrično prostorsko krivuljo smatramo kot trojico funkcij:
{\displaystyle \gamma (t)={\begin{bmatrix}\gamma _{1}(t)\\\gamma _{2}(t)\\\gamma _{3}(t)\end{bmatrix}},\quad t\in I\;.}